# 黒人解放軍
黒人解放軍(Black Liberation Army)、通称BLAは、1971年から1981年までアメリカ合衆国において反政府運動を行っていた、アフリカ系の黒人の軍事組織。政治的には民族主義と共産主義を標榜していた。
1970年代中頃に政府の弾圧によって解散したブラックパンサー党の元メンバーによって構成されていた。

## 結成
BLAが結成された時期は定かではないが、ブラックパンサー党から情報相のエルドリッジ・クリーヴァーが離党し、党全体が改良主義に傾いた1971年ごろに党を抜け出したメンバーによって結成されたとされている。
BLAはブラックパンサー党の政治的柔軟化・解散後、都市部で爆弾等を使用したゲリラ戦を繰り広げ、警察署などを攻撃した。また、刑務所で囚人の脱走の手引きも行った。
BLAは次の三点を信条としていた。
- BLAは資本主義、人種差別、性差別に反対する。
- BLAは現体制の打倒と黒人人民内部における社会主義的関係の樹立のために黒人の民族自決を目指す。
- BLAは圧迫的な体制を廃止するため、階級闘争の科学的理論を利用する。

## 活動
- 1970年10月22日、サンフランシスコ市内の教会に爆弾を仕掛けた。この教会では銀行強盗と戦って死亡したハロルド・ハミルトン巡査の葬儀が行われており、爆弾は爆発したが被害は無かった。
- 1971年8月29日、サンフランシスコの警察署内で勤務中だったジョン・ヴィクター・ヤング巡査を武装した3人のメンバーが襲撃し、殺害した。2日後、サンフランシスコ・クロニクル紙にBLAの犯行声明文が届けられた。
- 1971年11月3日、アトランタ市内をバンに乗ってパトロール中だったジェームズ・グレン巡査がガソリンスタンドで射殺され、財布とバッジ、銃を奪われた。